# Simple Machines Forum
Simple Machines Forum, abreviado SMF, es un gestor de contenidos CMS gratuito y bajo la licencia SMF. Se encuentra orientado a la creación de comunidades en línea, teniendo como eje central la gestión de foros. Escrito enteramente en PHP utiliza MySQL como SGBD. El nacimiento de SMF (año 2003) proviene del sistema de foros YaBB (Yet another Bulletin Board) que aunque escrito en Perl sirvió de piedra angular para reescribir completamente el nuevo gestor.

## Descripción
Hoy por hoy es uno de los tres (conjuntamente con phpBB y vBulletin) sistemas de foros más conocidos y usados. Actualmente se encuentra en la versión 2.0.15 (estable) y versión 2.1.2 Released.
SMF ofrece en su administración:
- Cuadro de noticias
- Creación de Sub-foros, dentro de otras secciones.
- Fácil edición de usuario con sólo ver perfil.
- Cargar modificaciones (mods) usando el uploading del foro también llamado manejador de paquetes.
- Instalación de Temas con el uploading del foro.
- Personalizar la carta de aceptación al registrarse.
- Editar los CSS de los temas además de su índice.
- Optimización de tablas en base de datos, además de backup.
- Fácil migración de diversos foros como vBulletin, phpBB entre otros (Actualmente en desuso).
- Instalación de modificaciones (MOD) con distintas funciones como: dar premios a los usuarios, barras de actividad, anti spammers...
- La versión (2.0.14) añade varias mejoras en cuanto a la seguridad del Software a causa de varios reportes en las versiones 2.0.13 y anteriores, así como soporte para PHP 7 y SSL.

## Idiomas
SMF está disponible en 42 idiomas en UTF-8 y en no-UTF-8:
- Albanés
- Árabe
- Bengalí
- Búlgaro
- Catalán
- Chino
- Croata
- Checo
- Danés
- Holandés
- Inglés
- Inglés británico
- Esperanto
- Finés
- Francés
- Gallego
- Alemán
- Griego
- Hebreo
- Hindú
- Húngaro
- Indonesio
- Italiano
- Japonés
- Kurdo
- Macedono
- Malayo
- Noruego
- Persa
- Polaco
- Portugués
- Romano
- Ruso
- Serbio
- Español
- Eslovaco
- Sueco
- Thai
- Turco
- Ucraniano
- Urdu
- Vietnamita

Hay 30 lenguajes adicionales en desarrollo a través de una herramienta en línea llamada "Language Editor".